# Aldis Berzins
Aldis Imants Berzins (3. oktober 1956 i Wilmington i Delaware) er en amerikansk olympiske mester og tidligere volleyballspiller med lettisk baggrund, som deltog i Sommer-OL 1984 i Los Angeles.
Berzins blev olympisk mester i volleyball under Sommer-OL 1984 i Los Angeles. Han var med på det amerikanske hold som vandt volleyballturneringen foran Brasilien og Italien. De vandt over Canada med 3-0 i semifinalen, og i finalen slog de Brasilien med 3-0.

## Ekstern henvisning
- Aldis Berzins' profil på Olympics.com (engelsk)
- Aldis Berzins' profil på Sports-Reference OL-resultater (arkiveret) (engelsk)
- Aldis Berzins' profil på Olympedia (engelsk)
- Aldis Berzins' profil hos Letlands Olympiske Komité (lettisk)
- Aldis Berzins' profil hos Lega Pallavolo Serie A (italiensk)